# اللكمة (جحانة)

تعديل مصدري - تعديل

اللكمة هي إحدى قرى عزلة مسور بمديرية جحانة التابعة لمحافظة صنعاء، بلغ تعداد سكانها 504 نسمة حسب تعداد اليمن لعام 2004.